# 1. FC Heidenheim
1. FC Heidenheim 1846, thường được biết đến là FC Heidenheim  hoặc chỉ Heidenheim, là một câu lạc bộ bóng đá chuyên nghiệp của Đức đến từ thành phố Heidenheim, Baden-Württemberg. Kể từ mùa giải 2023–24, họ thi đấu ở Bundesliga, hạng đấu hàng đầu ở hệ thống giải đấu bóng đá Đức.

## Thành tích
Thành tích của câu lạc bộ:

### Giải quốc gia
- 2. Bundesliga
  - Vô địch: 2022–23
- 3. Liga
  - Vô địch: 2013–14
- Regionalliga Süd (IV)
  - Vô địch: 2009
- Oberliga Baden-Württemberg
  - Á quân: 2006‡
- Verbandsliga Württemberg
  - Vô địch: 2013#

### Cúp
- Württemberg Cup
  - Vô địch: 1965†, 2008, 2011, 2012, 2013, 2014
  - Á quân: 1977‡, 2005‡
- ‡ Vô địch bởi SB Heidenheim.
- † Vô địch bởi VfL Heidenheim.
- # Vô địch bởi đội dự bị.

## Cầu thủ

### Đội hình hiện tại
Tính đến ngày 1 tháng 7 năm 2025
Ghi chú: Quốc kỳ chỉ đội tuyển quốc gia được xác định rõ trong điều lệ tư cách FIFA. Các cầu thủ có thể giữ hơn một quốc tịch ngoài FIFA.
| Số | VT | Quốc gia | Cầu thủ                     |
| -- | -- | -------- | --------------------------- |
| 1  | TM | Đức      | Kevin Müller (đội phó)      |
| 2  | HV | Đức      | Marnon Busch (đội phó 3)    |
| 3  | TV | Đức      | Jan Schöppner               |
| 4  | HV | Đức      | Tim Siersleben              |
| 5  | TV | Đức      | Benedikt Gimber             |
| 6  | HV | Đức      | Patrick Mainka (đội trưởng) |
| 8  | TĐ | Brasil   | Léo Scienza                 |
| 9  | TĐ | Đức      | Stefan Schimmer             |
| 12 | TĐ | Gruzia   | Budu Zivzivadze             |
| 14 | TĐ | Đức      | Maximilian Breunig          |
| 16 | TV | Đức      | Julian Niehues              |
| 17 | TV | Áo       | Mathias Honsak              |

| Số | VT | Quốc gia | Cầu thủ                                        |
| -- | -- | -------- | ---------------------------------------------- |
| 18 | TĐ | Đức      | Marvin Pieringer                               |
| 19 | HV | Đức      | Jonas Föhrenbach                               |
| 20 | TV | Đức      | Luca Kerber                                    |
| 21 | TV | Đức      | Adrian Beck                                    |
| 22 | TV | Đức      | Arijon Ibrahimović (cho mượn từ Bayern Munich) |
| 23 | HV | Đức      | Omar Haktab Traoré                             |
| 27 | HV | Đức      | Thomas Keller                                  |
| 29 | TĐ | Đan Mạch | Mikkel Kaufmann                                |
| 31 | TĐ | Đức      | Sirlord Conteh                                 |
| 34 | TM | Áo       | Paul Tschernuth                                |
| 36 | TV | Đức      | Luka Janes                                     |
| 39 | TV | Đức      | Niklas Dorsch                                  |

### Cho mượn
Ghi chú: Quốc kỳ chỉ đội tuyển quốc gia được xác định rõ trong điều lệ tư cách FIFA. Các cầu thủ có thể giữ hơn một quốc tịch ngoài FIFA.
| Số | VT | Quốc gia | Cầu thủ |
| -- | -- | -------- | ------- |